# Triplo
Triplo (Triple) è un romanzo di spionaggio dello scrittore britannico Ken Follett pubblicato nel 1979 e ambientato durante i conflitti arabo-israeliani di fine anni sessanta.

## Trama
Nathaniel Dickstein, ebreo londinese sopravvissuto ai campi di concentramento nazisti e successivamente diventato un agente di punta del Mossad, viene incaricato dal capo del servizio segreto israeliano di procurare un quantitativo sufficiente di materiale radioattivo per fabbricare un'arma nucleare senza destare sospetti internazionali, così elabora il piano di rubare il carico di un cargo durante la sua traversata nel mar Mediterraneo. La nave trasporta uranio in versione inerte ma che può essere utilizzato per fabbricare una Bomba atomica. L'Egitto, finanziato dall'U.R.S.S., vorrebbe realizzare a sua volta la propria bomba, minacciando il piccolo stato ebraico di Israele. Nat Dickstein, con l'aiuto di Suza, la figlia della bellissima moglie araba di un suo professore di Oxford di cui era vanamente innamorato in gioventù e di cui si invaghisce (questa volta ricambiato), deve riuscire a prendere il controllo del cargo. Contro di lui si schiereranno due suoi ex compagni di università, uno spietato colonnello del KGB e un agente egiziano in realtà votato alla causa palestinese. Dickstein utilizzerà coperture, ricatti e colpi di mano in tutta Europa ma riuscirà nel suo intento, portando il carico ad Haifa. Il libro si conclude con la nascita del figlio di Nathaniel e Suza in Israele dopo la guerra dello Yom Kippur.

## Personaggi principali
- Nathaniel 'Nat' Dickstein: ebreo londinese dal forte accento Cockney, viene catturato al fronte durante la Seconda guerra mondiale e internato in un lager dove è oggetto di crudeli esperimenti. Al termine del conflitto si iscrive all'Università di Oxford. Prima di laurearsi però decide di emigrare in Palestina e inizia a lavorare come agente segreto per il Mossad. Inoltre lavora in un Kibbutz producendo e vendendo vino. Ma in seguito alla guerra dei sei giorni, avendo Israele il bisogno di procurarsi armi nucleari per difendersi dagli arabi e dagli egiziani in vista di future nuove guerre, Nat viene incaricato di rubare alcune centinaia di tonnellate di uranio eludendo la vigilanza dell'Euratom per la costruzione di una bomba atomica. Il nuovo incarico porta Nat in giro per i paesi europei, dal Lussemburgo alla Francia, e al ritorno dopo circa vent'anni in Inghilterra, dove rincontra Suza, la figlia dell'unica donna che Nat abbia mai amato.
- Suza Ashford: giovane ragazza inglese, figlia di un noto docente dell'Università di Oxford. Perde la madre araba Eila, cui assomiglia moltissimo, all'età di 11 anni. Odia tutti i conformismi, tanto da rifiutarsi di intraprendere la carriera accademica tracciata per lei dal padre, e preferisce lavorare come assistente di volo. S'innamora di Nat, ma il loro rapporto è messo a dura prova dalle idee filo-arabe del padre di Suza.

Logo del Mossad

- Pierre Borg: importante funzionario del Mossad di origini franco-canadesi, è il capo di Nat.
- Yasif Hassan: arabo che lavora nel servizio segreto egiziano tenendo d'occhio gli uomini d'affari israeliani. Cresciuto in Palestina, la sua famiglia è caduta in povertà in seguito alla guerra del 1948 con Israele, verso cui nutre un profondo odio. Lavora come impiegato in una banca. Dopo l'incontro in Lussemburgo con Nat, che aveva conosciuto ai tempi dell'Università a Oxford, capisce immediatamente che l'uomo sta portando avanti una missione segreta per conto del Mossad e si mette sulle sue tracce. In seguito deve rispondere agli ordini di David Rostov, l'ufficiale del KGB che si occupa del caso, ma si rivelerà membro dei Fedayin per i quali opera segretamente.
- David Rostov: è un colonnello del KGB che sogna di diventare sempre più importante per potersi permettere uno stile di vita ancora più alto per sé e per la sua famiglia. Ha una moglie, un'amante e due figli: Yuri e Vladimir. Quando quest'ultimo, pur essendo molto preparato e intelligente, non viene ammesso in un'importante scuola sovietica a causa delle raccomandazioni di persone più influenti, David giura a se stesso di compiere in breve tempo un salto decisivo nella scala sociale. Il caso Dickstein è la sua grande occasione.
- Nik Bunin: è un uomo del KGB al servizio di Rostov. Ha un fratello criminale con cui condivide i metodi brutali e violenti.
- Piotr Tyrin: il secondo membro del team al servizio di Rostov, esperto di misure di spionaggio elettronico.
- Kawash: è un agente arabo molto intelligente e fortemente religioso. Proprio la sua fede nella Bibbia, in cui si parla degli ebrei come popolo eletto, lo spinge ad agire in favore di Israele contro la sua patria. Collabora con Pierre Borg.
- Professor Stephen Ashford: è un insegnante di letteratura semitica all'Università di Oxford. Ha sposato una donna libanese, Eila, dalla quale ha avuto la sua unica figlia Suza. Ha delle idee filo-arabe e tiene contatti con Yasif Hassan.

## Edizioni
- Ken Follett, Triplo, traduzione di Patrizia Aluffi, Arnoldo Mondadori Editore, 1986,  p. 392, ISBN 978-88-04-25931-2.